# Goran Šukalo
Goran Šukalo, slovenski nogometaš, * 24. avgust 1981, Koper.
Po razporeditvi je igralec sredine, trenutno igral za SpVgg Greuther Fürth v drugi nemški ligi. 
Na začetku kariere je igral za NK Koper. Nato je prestopil v Nemčijo, najprej v SpVgg Unterhaching, kjer je igral 4 sezone (tri v 2. ligi in eno v 3. ligi). Nato je prestopil še v AlemanioAchen in v sezoni 2006 igral pri TuS Koblenz v 2. nemški ligi. 
Ima tudi 34 nastopov za Slovensko reprezentanco, za katero je dosegel tudi dva zadetka.